# Agustín José Bernaus y Serra
Agustín José Bernaus y Serra OFMCap (* 16. August 1863 in Artesa de Segre, Spanien; † 18. Januar 1930 in Bluefields, Nicaragua) war ein spanischer römisch-katholischer Ordenspriester und Apostolischer Vikar von Guam (1913) und Bluefields (1913–1930).

## Leben
In Artesa de Segre in der spanischen Provinz Lleida in Katalonien geboren, trat Bernaus y Serra in die Ordensgemeinschaft der Kapuziner ein und empfing am 6. April 1889 das Sakrament der Priesterweihe.
Am 9. Mai 1913 wurde er zum Apostolischen Vikar von Guam und Titularbischof von Milopotamos ernannt. Die Bischofsweihe spendete ihm am 8. September desselben Jahres der Bischof von Vic, Josep Torras i Bages; als Mitkonsekrator diente der Bischof von Girona, Francesc de Pol i Baralt.
Am 14. September 1913 wurde er zum Apostolischen Vikar in von Bluefields ernannt und am 10. Dezember desselben Jahres in das Amt eingeführt. In dieser Funktion blieb er bis zu seinem Tod am 18. Januar 1930 tätig.